# Барбон, Николас
Николас Барбон (Nicholas If-Jesus-Christ-Had-Not-Died-For-Thee-Thou-Hadst-Been-Damned Barbon, 1640—1698) — британский экономист, автор трактата «Очерк о торговле».
Необычное для современности среднее имя-лозунг встречалось в пуританских семьях в Англии XVII века. Так, отца Николаса Барбона звали Unless-Jesus-Christ-Had-Died-For-Thee-Thou-Hadst-Been-Damned.
Барбон известен реализацией идеи массовой застройки Лондона блочными террасными домами после Большого лондонского пожара, которые на несколько веков стали самым распространенным видом типового жилья в Великобритании, а затем и в США.
В 1681 году Николас Барбон основал первую в Англии страховую компанию со специализацией на противопожарном страховании — «The Insurance Office for Houses» (позже именовавшуюся просто «The Fire Office», а ещё позже получившую название «The Phoenix» («Феникс»)), которая просуществовала до 1712 года. В 1680 году его предприятие было зарегистрировано, как противопожарная служба.